# コスモスベリーズ
コスモス・ベリーズ株式会社は、本社を愛知県名古屋市に置く、家電販売のチェーン展開を行っている会社である。キャッチフレーズは「ずっとあなたの電気係です」。

## 概要
「各店の個性を殺さずに経営を維持する」という方針と、「個々のオーナーが知恵を出し合う」という豊栄家電創業時からの「協業」という考えから、主にボランタリーチェーン（VC）方式を採用している。店自体の看板を変える必要は無く、仕入や売上などのノルマは強制されない。ただ、メーカーとの二帳合の取引となるため、系列店は系列以外の商品でしか仕入れることができない。これは当社が「メーカーの系列政策との共存」を掲げているためである。また、主に商品仕入の際にヤマダ電機が持つスケールメリットと、小回りが利く等の地域店が得意とするスモールメリットの融合を図っている。
社名の由来は「コスモス」はヤマダ電機のFC事業名であり、「ベリーズ」は豊栄家電が主宰するFCショップ名である。

## 沿革
- 1971年（昭和46年）9月 - 中嶋武則がナショナルショップを中心に有志を募り、株式会社豊栄家電（ホーエーかでん）を愛知県瀬戸市で創業。
- 1990年（平成2年） - 社名をベリーズホーエーと改める。
- 2004年（平成16年） - 後にチェーン展開の中心となるBFC（ベリーズ・フレンド・チェーン）を設立。同時に、ヤマダ電機との部分業務提携が成立（PC部品の供給契約）。
- 2005年（平成17年）9月 - ヤマダ電機との共同出資で、コスモスベリーズ株式会社を設立。出資比率はヤマダ電機：51%、豊栄家電：49%である。当初は東海4県でのチェーン展開だった。
- 2007年（平成19年） - 全国展開を開始、11月末には331店にまで増える。
- 2008年（平成20年）
  - 4月 - 加盟店が500店を超える。
  - 5月 - 全国47都道府県への加盟店締結を達成する。
  - 12月1日 - ヤマダ電機が豊栄家電の株式49%を取得、ヤマダ電機の完全子会社となった。
- 2009年（平成21年）
  - 5月 - 中四国テックランド傘下のデンキのダイナマイトの3店舗がコスモスベリーズのFC店として移管される。
  - 6月 - 加盟店が1000店を超える。
- 2010年（平成22年）6月 - 加盟店が1500店を超える。
- 2011年（平成23年）2月 - 加盟店が2000店を超える。

## 運営システム
会費が月1万円でありながら、多様な販促や情報提供がなされているのが特徴である。

### 情報提供
営業情報・定番情報・売価/原価等の情報提供及び各店のサポートのためにWEBシステムであるBFC.Netが提供されている。変化する情報に対応するため、WEB上では情報がリアルタイムで提供され、主要メーカーの在庫確認及び商品発注も可能である。FC店契約の場合、POSを導入するため、商品発注はPOSで行う。なお、PC環境を持たない店舗でもFAXやブックレットを使った情報提供がなされるが、随時BFC.Netに切り替わっている。

### 物流・商品供給
ヤマダ電機の物流システムを利用するため、比較的安定した商品供給がなされる。通常、商品の配達は3日後となるが、メーカー発注の場合は納期が早くなる。物流費用は離島を除き、原則、本部負担である。また、ヤマダ電機本体で取り扱わないダイキン工業やビーバーエアコン（三菱重工業）、電材商品などのメーカー商品も、コスモスベリーズ本部経由で取り扱いが可能である。商品が至急必要な場合は、近くのテックランドに在庫があればそれを利用することができる直取システムが存在するが、昨今は店舗在庫が少ないので使えないことが多い。

### 販促支援
主に、毎月各店に100部無償配布される「おすすめセレクション」と言うチラシがある。B2見開きのチラシで、売れ筋商品から、独自にセレクトした商品を掲載してある。また、ヤマダ電機オリジナル商品に特化した「超おすすめ特選品チラシ」、A4サイズのパンフレットで22〜24pで年4回発行の季刊誌（特選品カタログ）「いどばた会議」や、B4サイズで売れ筋商品に特化した「お買得品チラシ」がある。その他にもエコキュートを中心とした住設チラシや、ソリューション関係のチラシなどがあり、カタログ類も各メーカーから取り寄せてもらえるようになっている。

## チェーン展開
他の量販系や独立系が統一ブランドでのチェーン展開を行うのに対して、コスモスベリーズでは複数のストアーブランドでの展開を行っている。実際にはFVC店とFC店はコスモスベリーズとして扱われる。また、デンキのダイナマイトについては、看板はそのままである。また、これらはFCとVCの2つの事業制に分かれる。

### VC（ボランタリー）事業

#### BFC（ベリーズ・フレンド・チェーン）
現在、主に展開している形態である。上記の通り二帳合取引で、VC方式を採用している。加盟店の多くはこの形態のチェーンである。主要取引メーカー以外で、他メーカー販社・電材会社・インターネットなど、商品の安定供給や価格面で不安定な場合があるが、これらの部分でコスモスベリーズを利用してもらうと言う発想である。加盟店の中には、商品供給の他、価格の面でメーカーと折り合いがつかず、BFC一本でやっていく店が現れている。そのため、混売店扱いとなり、事実上一帳合取引となる。また、BFCの加盟店同士でグループを結成して活動している店もある。
このBFCのシステムは業界にも大きな影響を与えた。シャープはこのBFC方式を採用し、シャープ・バリュー・パートナー・グループ（SVPG）という新しいチェーン店展開を始めている。

#### ECM（エレクトリック・コンサルティング・マネージャー）
1人事業者の略称で、いわゆる店舗レスのシステムである。他店、特に他社FCの大型店での家電販売を経験した人が、数多く参画している。また、近くのBFCの店舗やテックランドから商品を供給してもらうようになっている。かつては、CSC（コミッション・セール・カンパニー）と呼ばれていた。

### FC（フランチャイズ）事業

#### CMS（コスモス・メンバーズ・ストア）
BFCのシステムをさらに発展させ、POSを導入し、一帳合の取引としたシステムである。月1万円の会費の他、POS使用料が月2万円とロイヤリティーが発生する。この事は他社FCも同様である。
ただ、メーカーに対してはヤマダ電機の店舗として扱われるようになり、さらに、BFCより多くの販促物や商品が扱えるようになる。その他に、在庫保証なども受けられるようになる。上記の通りBFCをベースにしたシステムなので、FC方式で、小型FCならびにローコストFCという位置付けである。システム的にはVC方式に近い。

#### FVC（フランチャイズ・ボランタリー・チェーン）
旧豊栄家電時代から展開されているシステムで、文字通りフランチャイズとボランタリーの両者の長所を組み合わせたシステムである。これらの店はレギュラー店とも言われている。

#### FC（フランチャイズ）
元は、コスモスヤマダ電機としてヤマダ電機が展開していたFC店で、ヤマダ電機のFC事業撤退によりコスモスベリーズに移管された店である。現在では、他社FCから移る店が増えている。

## 同業他社との比較
システムが非常に似ていることからアトム電器との比較がなされることがある。しかし、アトム電器はFCであり、コスモスベリーズ（BFC）はVCである。アトム電器の場合「仕入れ・販促・情報」といったノウハウを「フランチャイズパッケージ」として提供し、毎月フランチャイズ料を徴収するという形をとっているが、コスモスベリーズは「協業」の考え方からこのようなフランチャイズパッケージ方式を取ってはいない。
商品の取扱いについても、アトム電器の場合、一般家電の他、エアコンや住設商品をメインに取り扱うのに対し、コスモスベリーズはその他に、パソコンなどの情報商品も直接取り扱っている。なお、アトム電器は本部の方針としてパソコンを直接取扱わないだけであり、独自にパソコンを取り扱う加盟店は多い。
また、アトム電器は直営店として伊賀店（前身の井坂電器の後身）を運営しているが、コスモスベリーズは直営店を運営していない。
なお、創業は両社共に1971年（昭和46年）であるが、出身母体についてはアトム電器がサンヨー薔薇チェーン・井坂電器で、コスモスベリーズはナショナルショップ・豊栄家電である。

## テレビ番組
- 日経スペシャル カンブリア宮殿 大手・家電量販店に負けない！ 街の電器店が挑んだ！驚きサバイバル術（2020年8月27日、テレビ東京）[1]